# Maiden Japan
Maiden Japan (1981), ook bekend als Heavy Metal Army, is een live-ep van de Britse heavymetalband Iron Maiden.
Er bestaan verschillende versies van deze ep. Alle nummers zijn opgenomen in de Kosei Nenkin Hall in Nagoya op 23 mei 1981. De ep bevat zanger Paul Di'Anno's laatste opnamen met de band. Er staan vier nummers op Maiden Japan, in enkele landen aangevuld met "Wrathchild", dat echter op de cd-heruitgave (gecombineerd met de Purgatory-single) ontbreekt. De zeldzame Japanse versie is getiteld Heavy Metal Army -Maiden Japan Live!!-. Ook bestaat er een zeer zeldzame Japanse fanclubpromo-cd (geen bootleg) met een volledig concert opgenomen precies een dag later dan de ep, namelijk op 24 mei 1981 in The Sun Plaza in Tokio. De 17 nummers zijn net als de ep afgemixt in Nimbus 9-studio te Canada, 'for Japanese fans only', en met een geluidskwaliteit vergelijkbaar met de ep.
Ook is er op vinyl een "Japanse" dubbelelpee-gatefold-bootlegversie opgedoken met de titel Heavy Metal Army-The Complete Performance-, uitgebracht op zwart én rood vinyl. Hoewel deze versie is uitgebracht als zijnde Japans met "obi", blijft de herkomst twijfelachtig. De opnamen zijn niet zo goed als op het origineel en de fanclubeditie, en betreffen ook een andere opnamedatum (vooralsnog onbekend), maar zijn voor de echte Iron Maiden-verzamelaar toch interessant.
De Venezolaanse 12"-ep-versie is zeer gezocht onder Iron Maiden-verzamelaars; de cover wijkt namelijk af van de originele versie. Op de cover is mascotte Eddie te zien met het afgehakte hoofd van zanger Paul Di'Anno, een morbide verwijzing naar zijn vertrek bij Iron Maiden.

## Nummers
1. Running Free
2. Remember Tomorrow
3. Wrathchild (Amerikaanse, Canadese, Argentijnse, Australische, Nieuw-Zeelandse, Braziliaanse en Nederlandse editie)
4. Killers
5. Innocent Exile

Promotionele fanclub-cd:
1. Wrathchild
2. Purgatory
3. Sanctuary
4. Remember Tomorrow
5. Another Life (incl. Drum Solo)
6. Ghenghis Khan
7. Killers
8. Innocent Excile
9. Twilight Zone
10. Strange World
11. Murders in the Rue Morgue
12. Phantom of the Opera
13. Iron Maiden
14. Running Free
15. Transylvania (incl. Guitar Solo)
16. Drifter
17. I've Got the Fire

Dubbel-cd Heavy Metal Army: The Complete Performance!:
A.
1. The Ides of march
2. Wrathchild
3. Purgatory
4. Sanctuary
5. Remenber Tomorrow
6. Another Life
7. Clive Burr Drum Solo
8. Another Life (reprise)

B.
1. Band Introducing
2. Genghis Khan
3. Killers
4. Innocent Exile
5. Twilight Zone
6. Strange World

C.
1. Murders in the Rue Morgue
2. Phantom of the Opera
3. Iron Maiden
4. Running Free

D.
1. Transylvania
2. Drifter
3. Prowler
4. Running Free

## Bandleden
- Paul Di'Anno - zang
- Dave Murray - gitaar
- Adrian Smith - gitaar
- Steve Harris - bas
- Clive Burr - drums